# William McCauley
William McCauley (* 14. Februar 1917 in Tofield, Alberta; † 18. Mai 1999 in Alliston, Ontario) war ein kanadischer Komponist, Posaunist und Dirigent, der insbesondere für den Film arbeitete.

## Leben
McCauley erhielt ersten Musikunterricht in seiner kleinen Heimatstadt und gründete dort als Sechzehnjähriger eine Tanzkapelle. 1936 begann er ein Musikstudium am Royal Conservatory of Music in Toronto und betätigte sich als Arrangeur, Pianist und Posaunist. Im Zweiten Weltkrieg diente er in der RCAF als Pilot und Ausbilder von Kampfpiloten, außerdem als Militärmusiker.
Nach Kriegsende machte er in Toronto den Studienabschluss und war 1947 bis 1949 musikalischer Direktor an der Ottawa Technical High School. Anschließend arbeitete McCauley bis 1957 als musikalischer Direktor bei Crawley Films, wo er zahlreiche Filmmusiken komponierte, arrangierte und teilweise auch dirigierte. Außerdem spielte er als Soloposaunist u. a. im Ottawa Philharmonic Orchestra. Ein Stipendium ermöglichte ihm dann ein Studium an der Eastman School of Music, wo ihn u. a. Alan Hovhaness, Bernard Rogers und Howard Hanson (Komposition) und Pierre Monteux (Dirigieren) unterrichteten. 1960 schloss er mit dem Doktorgrad ab. Von 1960 bis 1987 war er musikalischer Direktor des O’Keefe Centre in Toronto, parallel dazu 1961 bis 1969 an der York University und 1970 bis 1978 am Seneca College in Toronto. Von 1972 bis 1988 dirigierte William McCauley das North York Symphony Orchestra.
Sein Sohn Matthew McCauley (* 1954) ist als Komponist und Produzent tätig.

## Werk
McCauley komponierte mehr als 125 Filmmusiken, darunter beispielsweise für die CBC-Fernsehserie The Whiteoaks of Jalna (1972) oder die Filme The Neptune Factor (1973), Riel (1979) und Stadt in Flammen (1979). 1998 wurde er von der SOCAN mit dem „Lifetime Achievement Award for Film and Television Music“ ausgezeichnet.
Außerdem schrieb McCauley Klavierstücke, Kammermusik und Orchesterwerke, in denen sich Elemente des Neoklassizismus, der Volksmusik und des Jazz mischen, etwa Five Miniatures for Flute and Strings (1958) und Concerto Grosso (1973).

## Filmografie (Auswahl)
- 1973: Die Odyssee der Neptun (The Neptune Factor)
- 1974: Killing  Machine (Sunday in the Country)
- 1979: Stadt in Flammen (City on Fire)
- 1979: Riel – Rebell wider Willen (Riel)